# Albert Bandura
Albert Bandura (Mander, 4. decembar 1925 — Stanford, 26. jul 2021) bio je poznati američki psiholog. Bandurov izbor psihologije kao karijere došao je slučajno. Kao mlad radio je u bravariji, kako bi se iškolovao. Uticaj njegovog slučajnog ulaska u svet psihologije je uticao na njegovu teorizaciju kasnije. U svom članku iz 1982. godine Psihologija sreće i životnih puteva, on je govorio o tome kako lična inicijativa često dovodi ljude u situaciju u kojima slučajni događaji mogu oblikovati načine zivota. Umesto da tretira slučajnost kao nekontrolisanu, Bandura se fokusirao na to kako napraviti slučajan rad za sebe kroz sopstveni razvoj iskorišćavajući slučajne mogućnosti. Nakon završene srednje škole, Bandura je otišao na Univerzitet Britanske Kolumbije u Vankuveru. Školovanje je nastavio na univerzitetu u Ajovi. Bandura je magistrirao 1951. i doktorirao kliničku psihologiju 1952. na Univerzitetu Ajova.
Godine 1953. nastavio je školovanje na fakultetu Stenford, gde je gradio svoju karijeru. Nakon što je uočio to kako ljudi uče posmatranjem, Bandura je proširio svoj posao do apstraktnog modela ponašanja kroz posredno iskustvo. Rezultat ovog rada doveo je Banduru do apstraktnog modela ponašanja kroz posredno iskustvo, kao i do toga da sprovede eksperiment sa Doroteom i Šilom Ros po socijanom modelu koji uključuje sada čuvenu Bobo lutku.
Neke od važnijih nagrada koje je zaslužio su Istaknuta nagrada za naučni doprinos Američke psihološke asocijacije (APA), Vilijam Džejms nagradu Američkog psihološkog društva za izuzetan doprinos psihološkoj nauci, Nagradu za doprinos od Međunarodnog društva za istraživanje na polju agresije. Dobitnik je dvanaest diploma na univerzitetima kao što su: Univerzitet Kolumbija, Alfred univerzitet, Univerzitet u Rimu, Univerzitet Salamanka u Španiji, Indijana univerzitet i mnogi drugi.
Bandurina najznačajnija dela su Self-efficacy: the exercise of control (1997), Social Foundations of Thought and Action (1986), Social Learning through Imitation (1962), Principles of behavior modification (1969)...
Jedno istraživanje iz 2002. je Bandura rangiralo kao četvrtog najčešće citiranog psiholog svih vremena, iza B. F. Skinera, Sigmunda Frojda i Žana Pijažea. Tokom svog života, Bandura je naširoko opisivan kao najveći živi psiholog, i kao jedan od najuticajnijih psihologa svih vremena.

## Rani život
Bandura je rođen u Mundareu, Alberta, otvorenom gradu od otprilike četiri stotine stanovnika, kao najmlađe dete i jedini sin, u šestočlanoj porodici. Ograničenja obrazovanja u udaljenom gradu poput njegovog rodnog mesta dovela su do toga da Bandura postane nezavisan i samomotivisan u smislu učenja, a ove primarno razvijene osobine pokazale su se od velike pomoći u njegovoj dugoj karijeri. Bandura je bio poljskog i ukrajinskog porekla; njegov otac je bio iz Krakova, Poljska, dok mu je majka bila iz Ukrajine.
Bandurini roditelji su imali ključni uticaj. Oni su ga ohrabrili da traži poduhvate iz malog zaseoka u kojem su živeli. Tokom leta nakon završetka srednje škole, Bandura je radio u Jukonu na zaštiti Aljaskog autoputa od potanjanja. Bandura je kasnije pripisao svoj rad u severnoj tundri kao poreklo svog interesovanja za ljudsku psihopatologiju. Bilo je to iskustvo u Jukonu, gde je bio izložen subkulturi pijanstva i kockanja, što je pomoglo da se proširi njegova perspektiva i opseg pogleda na život.
Bandura je stigao u SAD 1949. i naturalizovan je 1956. Oženio se Virdžinijom Varns (1921–2011) 1952. i podigli su dve ćerke, Kerol i Meri.

## Obrazovanje i akademska karijera
Bandurin uvod u akademsku psihologiju ostario se slučajno; kao student sa malo posla u ranim jutarnjim satima, pohađao je kurs psihologije kako bi mu prošlo vreme i postao strastven za tu temu. Bandura je diplomirao za tri godine, 1949. godine, sa diplomom Univerziteta Britanske Kolumbije, osvojivši Bolokan nagradu za psihologiju, a zatim se preselio u tadašnji epicentar teorijske psihologije, Univerzitet u Ajovi, gde je magistrirao 1951. i doktorirao u oblasti kliničke psihologije 1952. Artur Benton je bio njegov akademski savetnik u Ajovi, dajući Banduri direktno akademsko poreklo od Vilijama Džejmsa, dok su Klark Hol i Kenet Spens bili uticajni saradnici. Tokom svojih godina u Ajovi, Bandura je podržao stil psihologije koji je nastojao da istražuje psihološke fenomene kroz ponovljiva, eksperimentalna testiranja. Njegovo uključivanje takvih mentalnih pojava kao slike i zastupanje, i njegov koncept recipročnog determinizma, koji je postulirao odnos međusobnog uticaja između sredstva i njegovog okruženja, obeležio je radikalno udaljavanje od dominantnog bihejviorizma tog vremena. Bandurina proširena lepeza konceptualnih alata omogućila je snažnije modelovanje takvih fenomena kao što su opservaciono učenje i samoregulacija, i pružila psiholozima praktičan način na koji mogu da teoretišu o mentalnim procesima, u suprotnosti sa mentalističkim konstrukcijama psihoanalize i psihologije ličnosti.

### Postdoktorski rad
Po završetku studija završio je postdoktorsku praksu u Centru za specijalizaciju u Vičiti. Sledeće, 1953. godine, prihvatio je mesto profesora na Univerzitetu Stanford, koje je obavljao sve dok nije postao profesor emeritus 2010. godine. Godine 1974. izabran je za predsednika Američkog udruženja psihologa (APA), najvećeg svetskog udruženja psihologa. Bandura je kasnije izjavio da je jedini razlog zbog kojeg je pristao da se kandiduje za izbore APA bio taj što je želeo svojih 15 minuta slave bez ikakve namere da bude izabran. Radio je i kao sportski trener.

## Glavne knjige
Sledeće knjige imaju više od 5000 citata u Gugl akademiku:
- Bandura, A. Self-efficacy: the exercise of control. 1997.. New York: W.H. Freeman.
- Bandura, A. Social Foundations of Thought and Action: A Social Cognitive Theory. 1986.. Englewood Cliffs, N.J.: Prentice-Hall.
- Bandura, A., & Walters, R.H. (1959). Adolescent Aggression. New York: Ronald Press.:
- Bandura, A. (1962). Social Learning through Imitation. Lincoln, NE: University of Nebraska Press.:
- Bandura, A. and Walters, R. H.Social Learning & Personality Development. 1963.. Holt, Rinehart & Winston, INC: NJ.
- Bandura, A (1969). Principles of behavior modification.. New York: Holt, Rinehart and Winston.
- Bandura, A (1971). Psychological modeling: conflicting theories. Chicago: Aldine·Atherton.
- Bandura, A (1973). Aggression: a social learning analysis.. Englewood Cliffs, N.J.: Prentice-Hall.
- Bandura, A., & Ribes-Inesta, Emilio. Analysis of Delinquency and Aggression. Lawrence Erlbaum Associates, INC: NJ. 1976.
- Bandura, A (1977). Social Learning Theory. Englewood Cliffs, NJ: Prentice Hall.
- Bandura, A (2015). Moral Disengagement: How People Do Harm and Live with Themselves. New York, NY: Worth.

## Literatura
- Bandura, A (1977). Social learning theory. Englewood Cliffs, NJ: Prentice Hall.
- Bandura, A. (1986). Social Foundations of Thought and Action: A Social Cognitive Theory. ISBN 0-13-815614-X.. Englewood Cliffs, NJ: Prentice-Hall.
- Bandura, A. (2006). „Toward a Psychology of Human Agency”. Perspectives on Psychological Science. 1 (2): 164—80. PMID 26151469. S2CID 9047734. doi:10.1111/j.1745-6916.2006.00011.x.
- Benight, C.C.; Bandura, A. (2004). „Social cognitive theory of posttraumatic recovery:The role of perceived self-efficacy”. Behaviour Research and Therapy. 42 (10): 1129—1148. PMID 15350854. S2CID 3786696. doi:10.1016/j.brat.2003.08.008.
- Caprara, G.; Fida, R.; Vecchione, M.; Del Bove, G.; Vecchio, G.; Barabaranelli, C.; Bandura, A. (2008). „Longitudinal analysis of the role of perceived self-efficacy for self-regulatory learning in academic continuance an achievement”. Journal of Educational Psychology. 100 (3): 525—534. doi:10.1037/0022-0663.100.3.525.
- Bandura, A. (2002). „Selective moral disengagement in the exercise of moral agency”. Journal of Moral Education. 31 (2): 101—119. CiteSeerX 10.1.1.473.2026 . S2CID 146449693. doi:10.1080/0305724022014322.
- Bandura, A. (1989). Social cognitive theory. In R. Vasta (Ed.), Annals of Child Development, 6. Six theories of child development (pp. 1–60). Greenwich, CT: JAI Press.
- Bandura, Albert (1997). Self-efficacy: The exercise of control. New York: Freeman. стр. 604. ISBN 978-0-7167-2626-5.
- Bandura, Albert (1999). „Moral disengagement in the perpetration of inhumanities” (PDF). Personality and Social Psychology Review. 3 (3): 193—209. CiteSeerX 10.1.1.596.5502 . PMID 15661671. S2CID 1589183. doi:10.1207/s15327957pspr0303_3. Архивирано из оригинала (PDF) 2012-03-23. г. Приступљено 2009-03-15.
- Bandura, A., & Walters. Richard H. Adolescent aggression; a study of the influence of child-training practices and family interrelationships. New York: Ronald Press. 1959..
- Bandura, A., & Walters, R. H. Social learning and personality development. 1963.. New York: Holt, Rinehart, & Winston.
- Evans, R. I (1989). Albert Bandura: The man and his ideas: A dialogue. New York: Praeger..
- Haggbloom, S. J.; Warnick, R.;  . (2002). „The 100 most eminent psychologists of the 20th century”. Review of General Psychology. 6 (2): 139—152. S2CID 145668721. doi:10.1037/1089-2680.6.2.139.
- Zimmerman, Barry J., & Schunk, Dale H. (Eds.)(2003). Educational psychology: A century of contributions. ISBN 0-8058-3681-0.. Mahwah, NJ, US: Erlbaum.
- Great Canadian Psychology Website – Albert Bandura Biography
- Cherkashyna, Anzhela (2014). „Альберт Бандура Об Отключении Моральной Ответственности”. doi:10.5281/zenodo.10808.
- „Social learning theory and aggression”. Архивирано из оригинала 28. 02. 2021. г.

## Spoljašnje veze
- Mediji vezani za članak Albert Bandura na Vikimedijinoj ostavi

1. ↑  Albert Bamdura, Dorothea Ross and Sheila Ross(1961) "Imitation of film-mediated aggressive models" Stanford University